# 서정주
서정주(徐廷柱, 1915년 5월 18일~2000년 12월 24일)는 일제강점기와 대한민국의 시인이며 교육자이다.
토속적, 불교적, 내용을 주제로 한 시를 많이 쓴 한국의 이생명파 시인이다. 전라북도 고창군 출신이며, 본관은 달성(達城), 호는 미당(未堂), 궁발(窮髮), 뚝술이다. 탁월한 시적 자질과 왕성한 창작 활동으로 해방 전후에 걸쳐 한국 문학계에서 큰 영향력을 행사하였으나, 일제강점기 친일 및 반인륜 행적과 신군부 치하에서의 처신 등으로 역사적 평가에 있어 논란의 대상이다.

## 생애
1915년 5월 18일, 전라북도 고창군 부안면 선운리에서 출생하였고 전라북도 부안에서 성장하였다. 서정주의 아버지는 인촌 김성수 집안의 마름이었다. 이를 두고 서정주 본인은 <자화상>에서 "애비는 종"이었다고 고백했다. 호남 최대 지주 김성수 집안의 마름으로서 동네 유지 같은 대접을 받았고 경제적으로도 부유했으나 소년 서정주의 자의식에는 상당히 부담이 되었던 듯, 아버지가 인촌 가의 마름을 그만 두는 동기가 되었다. 서정주는 14세에 서울로 상경해 중앙보통학교에 다녔다.
1933년 겨울, 개운사 대원암에서 영호당 박한영 스님 밑에서 수학했다. 1936년 경성 중앙불교전문학교를 중퇴하고, 같은 해 동아일보 신춘문예에 시 〈벽〉이 당선되어 문단에 등단했다. 1936년에 김광균·김동리·오장환 등과 함께 잡지 《시인부락》을 창간했다. 그러나 일제강점기 전시 체제 때 다쓰시로 시즈오(達城靜雄)로 창씨개명을 하고 일제강점기 말기에 태평양 전쟁과 카미카제 같은 전쟁범죄들을 찬양하며 조선인의 전쟁 참여를 독려하는 시와 글을 통해 친일 행위를 하였다. 훗날 이 전범 행위가 불거지자 서정주는 이때 전범행위를 종천순일파라고 자칭하며 일본에게 친일행위는 했으나 받은 대가가 없다는 식으로 변명하다가, 나중에 자서전에서 그의 친일 행위에 대하여 “일본이 그렇게 쉽게 질 줄 몰랐다.”라는 식으로 변명한다.
2002년 발표된 친일파 708인 명단과 2008년 민족문제연구소가 선정한 친일인명사전 수록예정자 명단 문학 부문에 포함되었다. 2002년 공개된 친일 문학인 42인 명단에도 들어 있으며, 당시 총 11편의 친일 작품명이 공개되었다. 친일반민족행위진상규명위원회가 발표한 친일반민족행위 705인 명단에도 포함되었다.
해방 후에는 당시 문학계를 풍미하던 좌익 계열의 문학적 흐름에 반대하여, 이른바 순수 문학의 가치를 내걸고 우익 성향의 조선청년문학가협회를 결성하여 좌익 계열의 조선문학가동맹과 대결하였다. 서라벌예술대학과 동국대학교 등에서 오랫동안 교수를 역임하면서 후학을 양성하였고, 다수의 문학 단체에서 왕성한 활동을 하였다.
줄곧 한국 문학계에서 독보적인 영향력을 행사하였으나 일제강점기뿐만 아니라, 군부 독재와 유신독재 치하에서의 처신 등으로 시인으로서의 자질과 문학적 명성과는 별도로 그 역사적 평가에 대해서는 매우 부정적 평가를 받고 있다. 서울 관악구에 그의 고택이 2000년대 후반 정부에 의해 복원 전 잠시 폐가로 버려져 있었다.
2000년 12월 24일 86세의 나이로 사망하였다.
현재 그의 고향 고창군에 미당문학관과 그가 살았던 서울 관악구에 미당이 살았던 집이 있다. 실제로 관악구와 고창군은 미당의 인연을 계기로 자매결연도시로 있다.

## 가족 및 인척 관계
- 부인: 방옥숙(方玉淑, 1919년 ~ 2000년 10월 10일)
- 동생: 서정태(徐廷泰, 아호는 우하(又下). 1923년 ~ 2020년 3월 11일)
- 처제: 방옥례(方玉禮, 김관식(金冠植)의 부인.)
- 김관식(金冠植, 1934년 5월 10일 ~ 1970년 8월 30일, 시인, 번역문학가.)

## 기타

### 전두환과의 관계
1980년대 초, 서정주는 통일주체 국민회의 대통령 선거 때 전두환을 지지하는 연설을 했다. 또 전두환의 56회 생일을 맞아 '전두환 예찬시'를 썼다.
전두환 대통령 각하 56회 탄신일에 드리는 송시
한강을 넓고 깊고 또 맑게 만드신 이여
이나라 역사의 흐름도 그렇게만 하신 이여
이 겨레의 영원한 찬양을 두고두고 받으소서
새맑은 나라의 새로운 햇빛처럼
님은 온갖 불의와 혼란의 어둠을 씻고
참된 자유와 평화의 번영을 마련하셨나니
잘 사는 이 나라를 만들기 위해서는
모든 물가부터 바로 잡으시어
1986년을 흑자원년으로 만드셨나니
안으로는 한결 더 국방을 튼튼히 하시고
밖으로는 외교와 교역의 순치를 온 세계에 넓히어
이 나라의 국위를 모든 나라에 드날리셨나니
이 나라 젊은이들의 체력을 길러서는
86아세안 게임을 열어 일본도 이기게 하고
또 88서울올림픽을 향해 늘 꾸준히 달리게 하시고
우리 좋은 문화능력은 옛것이건 새것이건
이 나라와 세계에 떨치게 하시어
이 겨레와 인류의 박수를 받고 있나니
이렇게 두루두루 나타나는 힘이여
이 힘으로 남북대결에서 우리는 주도권을 가지고
자유 민주 통일의 앞날을 믿게 되었고
1986년 가을 남북을 두루 살리기 위한
평화의 댐 건설을 발의하시어서는
통일을 염원하는 남북 육천만 동포의 지지를 받고 있나니
이 나라가 통일하여 홍기할 발판을 이루시고
쉬임없이 진취하여 세계에 웅비하는
이 민족기상의 모범이 되신 분이여!
이 겨레의 모든 선현들의 찬양과
시간과 공간의 영원한 찬양과
하늘의 찬양이 두루 님께로 오시나이다.

### 동료 문인과의 관계
1960년 4.19 때 사망한 안종길과 인연이 있는 편으로 알려졌다. 당시 안종길은 10대 소년으로 미당으로부터 시 작문을 전수받은 것으로 알려졌으며 그의 습작시를 보면서 시인 랭보를 비유하기도 하였다.
철학가로 알려진 김범부와도 인연이 있으며 신라의 역사를 통해서 민족정신을 고취하는 논의를 하였다.
승려인 성철과도 인연이 있는 편이다.

## 학력
- 전라북도 부안 줄포보통학교 졸업
- 경성 중앙고등보통학교 수료
- 전라북도 고창고등보통학교 중퇴
- 1936년 경성 중앙불교전문학교 중퇴 (이후 1971년 동국대학교 불교학과 명예 학사 학위 취득)

### 명예 박사 학위
- 숙명여자대학교 명예 문학박사

## 작품성
한국의 대표적인 시인중 한명으로 탐미적인 경향이 보인다. 그의 고향 전라도의 사투리를 적절하게 활용하는 미당의 시 언어는 민족어의 가능성을 한껏 키운 것으로 평가된다.

## 시집
- 《화사집》, (1941)
- 《귀촉도》, (1946)
- 《시선》, (1955)
- 《신라초》, (1960)
- 《동천》, (1968)
- 《질마재 신화》, (1975)
- 《늙은 떠돌이의 시》, (1993)
- 번역 시집 《만해한용운한시선역》, (예지각, 1983) : 한용운의 한시를 가려 뽑아 번역한 시집

## 일화
- 서정주는 말년에 기억력 감퇴를 막기 위해 아침마다 세계의 산 1,624개와 각 나라의 수도 이름을 외웠다고 한다.
- 시〈자화상〉에서 “자신을 키운 건 8할이 바람이었다”라고 고백하였고, 이 구절은 그의 삶을 거론할 때 자주 인용된다. 그러나 그는 실제로는 유복한 성장기를 보냈다.

## 기타
그의 시 중 하나인 <푸르른 날> (1968년 간행된 시집 <동천>에 수록됨)은 가수 송창식에 의하여 곡이 붙여져 노래로 불리기도 했다.

## 같이 보기
- 한국 문학
- 한국어 시인 목록
- 미당시문학관
- 미당문학상

## 참고 자료
- 반민족문제연구소 (1994년 3월 1일). 〈서정주 : 미당의 친일시와 해방 이후의 활동 (한수영)〉. 《청산하지 못한 역사 2》. 서울: 청년사. ISBN 978-89-7278-313-8.